# Província d'Ángel Sandoval

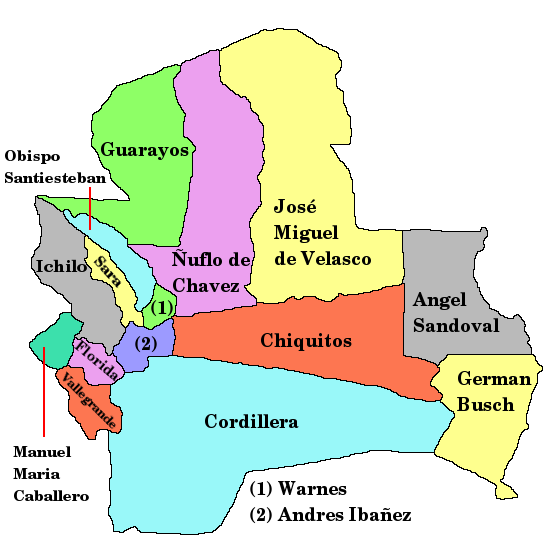
Les províncies del Departament de Santa Cruz

La província d'Ángel Sandoval és una de les 15 províncies del Departament de Santa Cruz a Bolívia. La seva capital és San Matías.
La província va ser creada el 1948, durant la presidència d'Enrique Hertzog, i va ser gestionada per Viador Moreno Peña. Anteriorment havia pertangut a les províncies Velasco i Chiquitos. Rep el nom de l'escriptor i magistrat Ángel Sandoval.